# Чарты Billboard
Чарты Billboard — чарты музыкальных релизов различных направлений, формируемые Billboard на основе статистических данных о продажах, радиоротации и некоторых других параметров в зависимости от характера музыкального чарта. Первый музыкальный чарт Billboard появился 4 января 1936 года. Чарты публикуются в журнале Billboard и на сайте компании. Основными чартами считаются Hot 100 (топ-100 песен) и Billboard 200 (топ-200 альбомов).

## Механизм формирования чартов
С 1991 года по настоящее время Billboard использует систему Nielsen SoundScan, позволяющую отслеживать и собирать данные о продажах музыкальных релизов. Система Broadcast Data Systems позволяет отслеживать статистику радиоротации синглов. Каждая песня содержит так называемые «акустический отпечаток», который улавливает система сбора данных. Система статистики Arbitron начисляет определённые «баллы» в зависимости от времени появления песни в эфире, количества слушателей радиостанции в это время и других параметров. С 2005 года Billboard стал учитывать Интернет-продажи в iTunes и других интернет-магазинов, а с 2014 также и стриминговые потоки на видеоплатформах (YouTube и другие).
Чарты могут быть посвящены определённому жанру, например R&B, кантри или року, или могут охватывать все жанры. Чарты могут быть ранжированы в соответствии с обычными продажами (Hot Singles Sales), стриминговым потокам по интернету (Streaming Songs) или радиоэфирами (Radio Songs), а для основных чартов песен, таких как Hot 100, все три типа данных используются в сумме для составления общего чарта. В чарте альбомов Billboard 200 стриминговые потоки и продажи отдельных треков включены в дополнение к обычным продажам альбомов Top Album Sales (винил, компакт-диски, компакт-кассеты, цифровые альбомы) с отдельными чартами Vinyl Albums и Digital Albums. Все эти изменения позволяют более точно учитывать популярность музыкантов.
По данным RIAA в разные годы были популярны разные форматы носителей музыкальных записей (в таблице все данные показаны в миллионах в год).

- Винил
- Кассеты
- CD
- Загрузки
- Другое

В XXI веке наблюдается возрождение интереса к виниловым грампластинкам, в то время как продажи альбомов в целом снизились. Это видно на графике их продаж в США в 1995—2020 годах:

## Классификация чартов
Чарты Billboard можно подразделить на альбомные чарты и чарты синглов. Также существуют чарты рингтонов. По критериям продаж существуют чарты, учитывающие только продажи, только радиоротацию или только интернет-продажи, а также чарты, использующие эти критерии в совокупности. Также существует множество чартов по различным музыкальным жанрам и направлениям. В конце года Billboard публикует чарты по итогам года.

## Синглы

### Все жанры
| Чарт                                  | Тип                         | Кол-во мест | Описание |
| ------------------------------------- | --------------------------- | ----------- | --- |
| Hot 100                               | продажи + радио + стриминг  | 100         | - Основной песенный чарт США |
| Bubbling Under Hot 100 Singles        | продажи + радио + стриминг  | 25          | - 25 песен, находящихся близко к Hot 100, пока ещё не вошедших в него.                                                                                    |
| Heatseekers Songs                     | продажи + радио + стриминг  | 25          | - Песни от новых исполнителей, никогда не входивших в пятидесятку чарта Hot 100.                                                                          |
| Radio Songs (Hot 100 Airplay)         | радио                       | 50          | - на основе ротации в радиоэфире более 1200 радиостанций всех форматов и жанров - один из четырёх главных компонентов Hot 100                             |
| Hot Singles Sales (Hot Digital Songs) | продажи                     | 15          | - на основе физических продаж - один из четырёх главных компонентов Hot 100                                                                               |
| Digital Song Sales                    | платные интернет-скачивания | 50          | - на основе интернет-скачиваний (учитываются разные версии одной песни, включая ремиксы) - один из четырёх главных компонентов Hot 100                    |
| Hot Digital Tracks                    | платные интернет-скачивания | 75          | - на основе интернет-скачиваний |
| Streaming Songs                       | стриминг                    | 50          | - на основе данных по потоковому прослушиванию песен через интернет (учитываются разные версии одной песни) - один из четырёх главных компонентов Hot 100 |

### R&B/Хип-хоп
| Чарт                               | Количество мест | Описание |
| ---------------------------------- | --------------- | --- |
| Hot R&B/Hip-Hop Songs              | 50              | на основе продаж и радиоротации |
| R&B/Hip-Hop Airplay                | 50              | радиоротация и выбор радиослушателей (отзывы и заказ)                                                                                    |
| Mainstream R&B/Hip-Hop             | 40              | на основе ротации на радио на 76 радиостанциях, специализирующихся на R&B/Hip-Hop.                                                       |
| Adult R&B Songs                    | 30              | на основе ротации на радио на 65 радиостанциях, специализирующихся на Urban AC.                                                          |
| Hot R&B/Hip-Hop Singles Sales      |                 | на основе продаж |
| Bubbling Under R&B/Hip-Hop Singles | 15              | Песни, находящиеся близко к попаданию в Hot R&B/Hip-Hop Songs                                                                            |
| Rhythmic Top 40                    | 40              | ротация на 73 радиостанций, специализирующихся на различных жанрах.                                                                      |
| Hot Rap Songs                      | 25              | Топ-25 в стиле хип-хоп |
| Rap Airplay                        | 25              | |
| Hot R&B/Hip-Hop Recurrents         | 20              | Отдельный чарт для песен, пробывших в основном чарте более 20 недель и вышедших из него.                                                 |
| Hot R&B/Hip-Hop Recurrent Airplay  | 20              | Отдельный чарт на основе ротации на радио для песен, пробывших в основном чарте более 20 недель и вышедших из него.                      |
| R&B Songs                          | 25              | Топ-25 R&B песен, включающих airplay из всех форматов радиостанций, цифровых продаж, потоковых данных и просмотров R&B песен на YouTube. |

### Adult/Pop
| Чарт               | Тип   | Кол-во мест | Описание                                                                    |
| ------------------ | ----- | ----------- | --------------------------------------------------------------------------- |
| Top 40 Mainstream  | радио | 40          | - ротация на 132 радиостанциях направленности Contemporary hit              |
| Adult Top 40       | радио | 40          | - ротация на 90 радиостанциях, специализирующихся на Hot adult contemporary |
| Adult Contemporary | радио | 30          | - ротация на 85 радиостанциях, специализирующихся на adult contemporary     |

### Кантри
| Чарт                    | Тип                        | Кол-во мест | Описание                                                                                                |
| ----------------------- | -------------------------- | ----------- | --- |
| Hot Country Songs       | продажи + радио + стриминг | 50          | Комбинированные данные, включая радиоэфиры всех форматов и стриминг                                     |
| Country Airplay         | радио (аудитория)          | 60          | Ротация на 128 радиостанциях, специализирующихся на кантри-музыке                                       |
| Country Digital Songs   | цифровые продажи           | 50          | Наиболее загружаемые кантри-песни, ранжируемые по данным продаж, учитываемых службой Nielsen SoundScan. |
| Country Streaming Songs | стриминг                   | 50          | Стриминг кантри-песен.                                                                                  |

### Рок
| Чарт                       | Тип   | Количество мест positions | Описание                                                                      |
| -------------------------- | ----- | ------------------------- | ----------------------------------------------------------------------------- |
| Rock Songs                 | радио | 50                        | - ротация на 180 радиостанциях, специализирующихся на рок-музыке              |
| Hot Mainstream Rock Tracks | радио | 40                        | - радиостанции, играющие мейнстримный рок (без альтернативного рока).         |
| Alternative Songs          | радио | 40                        | - радиостанции, играющие альтернативный рок                                   |
| Active Rock                | радио | 40                        | - ротация на 57 радиостанциях, играющих современный и классический рок        |
| Heritage Rock              | радио | 30                        | - ротация на 22 радиостанциях, предпочитающих классический рок                |
| Triple A                   | радио | 30                        | - ротация на радиостанциях играющих альтернативный рок для взрослой аудитории |

### Танцевальная музыка
| Чарт                             | Тип | Кол-во позиций | Описание |
| -------------------------------- | --- | -------------- | --- |
| Dance Club Songs                 | Отчёты от DJ | 50             | - Составлено исключительно из плейлистов, предоставленных диск-жокеями ночных клубов, которые должны подать заявку и соответствовать определенным критериям, чтобы стать диджеями, освещающими Billboard. |
| Hot Dance/Electronic Songs       | Непрерывная радиотрансляция, продажи синглов, цифровые загрузки, онлайн-стриминг                                                          | 50             | - Чарт, который использует ту же методологию, что и Hot 100, отслеживает лучшие танцевальные/электронные песни на основе мониторинга трансляций в радиоэфире, продаж синглов, цифровых загрузок и мониторинга стриминг-трансляций. - Песни будут использоваться для определения соответствия требованиям для входа в Hot 100. - Критерии будут основаны на темпе песни. - Ремиксованные версии поп-, рок-, R&B-, хип-хопа и/или песен других жанров не допускаются к участию в этом чарте. - Начиная с чарта от 18 января 2025 года, песни допускаются только в том случае, если они «в первую очередь записаны диджеями или продюсерами с упором на электронное производство» |
| Hot Dance/Pop Songs              | Непрерывная радиотрансляция, продажи синглов, цифровые загрузки, онлайн-стриминг                                                          | 15             | - Чарт, который использует ту же методологию, что и Hot Dance/Electronic Songs. - Впервые запущенный с чартами от 18 января 2025 года, подходящие песни имеют «танцевально-ориентированный вокал, мелодию и припевы артистов, не считающихся укорененными в танцевальном/электронном жанре». |
| Dance/Mix Show Airplay           | Непрерывная радиотрансляция (ротации от эксклюзивных репортеров) Трансляция микс-шоу (ротации с радиостанций жанра Mainstream и Rhythmic) | 40             | - Первоначально назывался «Hot Dance Airplay», когда был запущен в 2003 году. Чарт танцевальной музыки мониторящий 6 танцевальных радиостанций, который появился в результате небольшого, но влиятельного воздействия танцевальной музыки на радио и станции, которые ее программируют. - Переименован в чарт Dance/Mix Show Airplay 19 ноября 2011 года. Теперь чарт включает 157 репортеров Mainstream Top 40 и 67 репортеров Rhythmic Top 40, которые включают микс-шоу в свои программы. - Расширен до 40 позиций, вступил в силу с выпуска от 6 декабря 2014 года. |
| Dance Digital Song Sales         | цифровые продажи | 50             | - Чарт, который отслеживает продажи цифровых загрузок синглов танцевальной/электронной музыки, включая треки, которые доступны только онлайн. Этот чарт также включает ранее выпущенные танцевальные и диско-песни, которые стали доступны для загрузки. |
| Dance/Electronic Streaming Songs | стриминг | 25             | - Чарт, который отслеживает лучшие танцевальные/электронные песни недели, транслируемые по стриминговому радио, а также песни и видео по запросу на ведущих музыкальных онлайн-сервисах. |

### Латино
| Чарт                           | Описание |
| ------------------------------ | --- |
| Hot Latin Songs                | - чаще всего испаноязычные синглы в со специализированных 123 радиостанций (не обязательно на испанском языке) |
| Latin Pop Airplay              | - ротация на радио, жанр латино-поп                                                                            |
| Latin Regional Mexican Airplay | - ротация на радио; группа жанров, объединённых в общее направление Regional Mexican                           |
| Latin Tropical Airplay         | - ротация на радио; так называемая «тропическая музыка» — афро-карибская музыка и некоторые подвиды латино     |
| Latin Rhythm Airplay           | - ротация на 8 радиостанциях, включающих жанры латино-поп, латино хип-хоп и т. п.                              |

### Христианская музыка
| Чарт                   | Тип   | Количество мест | Описание                                        |
| ---------------------- | ----- | --------------- | ----------------------------------------------- |
| Christian Songs        | радио |                 | - ротация на 96 христианских радиостанциях      |
| Hot Christian AC Songs | радио | 30              |                                                 |
| Hot Gospel Songs       | радио | 30              | - ротация на 48 радиостанциях, играющих госпелы |

### Джаз
| Чарт              | Тип   | Количество мест | Описание                                            |
| ----------------- | ----- | --------------- | --------------------------------------------------- |
| Smooth Jazz Songs | радио | 30              | - ротация на 14 радиостанциях, играющих smooth jazz |

### Рингтоны
| Чарт            | Тип               | Количество мест | Описание                                               |
| --------------- | ----------------- | --------------- | ------------------------------------------------------ |
| Hot Ringtones   | продажи рингтонов | 40              | - на основе количества продаж полифонических рингтонов |
| Hot RingMasters | продажи рингтонов | 40              | - на основе продаж мастер-рингтонов                    |

### Видеоклипы
| Чарт           | Тип | Количество мест | Описание                             |
| -------------- | --- | --------------- | ------------------------------------ |
| Hot Videoclips |     | 25              | - Топ-25 видеоклипов (Интернет и ТВ) |

### Канадские чарты
| Чарт                     | Тип              | Количество мест | Описание                                                         |
| ------------------------ | ---------------- | --------------- | ---------------------------------------------------------------- |
| Canadian Hot 100         | радио+продажи    | 100             | - Основной чарт синглов Канады                                   |
| Emerging Canadian Artist | радио+продажи    | 30              | - Песни новых исполнителей Канады (появившихся менее года назад) |
| Hot Digital Song         | цифровые продажи | 75              | - продажи синглов через Интернет                                 |
| Hot 100 Airplay          | радио            | 75              | - ротация на 137 радиостанциях Канады                            |
| All-format Airplay       | радио            | 50              | - ротация на 137 радиостанциях Канады                            |
| CHR/Top 40 Airplay       | радио            | 50              | - ротация на 25 CHR радиостанциях                                |
| AC Airplay               | радио            | 50              | - ротация на 28 AC радиостанциях                                 |
| Hot AC Airplay           | радио            | 50              | - ротация на 24 Hot AC радиостанциях                             |
| Country Airplay          | радио            | 50              | - ротация на 31 радиостанции, специализация — жанр кантри        |
| Rock Airplay             | радио            | 50              | - ротация на 29 рок-радиостанциях                                |

### Международные чарты
| Чарт                        | Описание |
| --------------------------- | --- |
| Argentina Hot 100           | Сотня синглов Аргентины (радиоэмир, цифровые загрузки, стриминг).                                                                               |
| China Top 100               | Топ-100 синглов Китая по продажам. |
| Billboard Global 200        | Топ-200 песен в мире по цифровым продажам и стримингу по данным более 200 стран.                                                                |
| Billboard Global Excl. U.S. | Топ-200 песен в мире по цифровым продажам и стримингу по данным более 200 стран, кроме США.                                                     |
| Brasil Hot 100 Airplay      | Топ-100 Бразилии |
| Brasil Hot Pop Songs        | Топ-40 Бразилии в жанре поп-музыки |
| Brasil Hot Popular Songs    | Топ-40 Бразилии — национальные треки |
| Euro Digital Songs          | продаж цифровых синглов и треков в странах Европы                                                                                               |
| Greek Top 10 Chart          | Топ-10 Греции (цифровые продажи) |
| Japan Hot 100               | Топ-100 Японии (продажи) |
| Korea K-Pop Hot 100         | Топ-100 синглов Южной Кореи (продажи) (*информация по исполнителям K-pop во всех чартах Billboard находится в отдельном чарте Billboard K-Town) |
| Mexican Airplay             | Самые популярные синглы на радио в Мексике. |
| Mexican Espanol Airplay     | Самые популярные испаноязычные синглы на радио в Мексике.                                                                                       |
| Mexico Ingles Airplay       | Самые популярные англоязычные синглы на радио в Мексике.                                                                                        |
| Philippine Hot 100          | Самые популярные песни на Филиппинах. |
| Philippine Top 20           | Самые популярные локальные песни на Филиппинах.                                                                                                 |
| World Digital Songs         | Самые популярные международные цифровые синглы в США.                                                                                           |
| Russia Songs                | Самые популярные песни в России. |

### Прекратившие существование
| Чарт                     | Дата последнего выпуска | Описание                                        |
| ------------------------ | ----------------------- | ----------------------------------------------- |
| European Hot 100 Singles | 11 декабря 2010         | - продажи синглов в странах Европе.             |
| Country Single Sales     | 2005                    | - продажа кантри-синглов                        |
| Pop 100                  | 13 июня 2009            | - радио и продажи, заменён на Top 40 Mainstream |
| Pop 100 Airplay          | 13 июня 2009            | - радио                                         |

## Альбомы
| Чарт                           | Количество мест | Описание |
| ------------------------------ | --------------- | --- |
| Billboard 200                  | 200             | - Основной альбомный чарт США. Основан в 1945 году. С 2014 года включает данные стриминговых служб и введено понятие альбомных эквивалентных единиц. К обычным продажам дисков (Top Album Sales) добавился учёт цифровых интернет-заказов и проигрываний треков с альбома (on-demand streaming + digital track sales). |
| Top Album Sales                | 100             | - Чарт чистых продаж альбомов (введён с 2014 года). |
| Current Albums                 | 200             | - Тот же график, что и у Top Album Sales, с удаленными заголовками каталогов. |
| Catalog Albums                 | 50              | - Альбомы старше 18 месяцев, не входившие в сотню чарта Billboard 200. |
| Digital Albums                 |                 | |
| Internet Albums                |                 | |
| R&B/Hip-Hop Albums             | 100             | - Продажи альбомов в жанрах ритм-н-блюз, современная городская музыка, соул, нью-джек-свинг, хип-хоп. Основан в 1965 году. |
| Rap Albums                     |                 | - Продажи рэп-альбомов. Основан в 2004 году. |
| Rock Albums                    |                 | |
| Hard Rock Albums               |                 | |
| Alternative Albums             |                 | |
| Americana/Folk Albums          | 25              | - Продажи альбомов в жанрах американа и фолк. Основан в 2009 году. |
| Top Country Albums             | 75              | - Продажи кантри-альбомов. Основан в 1964 году. |
| Bluegrass Albums               |                 | |
| Dance/Electronic Albums        | 25              | |
| Top Latin Albums               |                 | - Продажи альбомов жанра Latin (в том числе, Латиноамериканская поп-музыка, Regional Mexican, Tropical music, Latin trap и Реггетон), которые включают не менее 51 % испаноязычного контента. |
| Latin Pop Albums               |                 | |
| Regional Mexican Albums        |                 | - Продажи испаноязычных альбомов жанров Мариачи, Музыка техано, Norteño, Banda music, Duranguense и других. Основан в 1985 году. |
| Tropical Albums                |                 | - Продажи испаноязычных альбомов жанров Сальса, Меренге, Бачата, Кумбия, Вальенато и других. Основан в 1985 году (до 2005 учитывал реггетон) |
| Latin Rhythmic Albums          |                 | - Продажи испаноязычных альбомов жанров Реггетон, хип-хоп, Dance music, современная городская музыка и других. Основан в 2005 году |
| Christian Albums               | 50              | - Продажи альбомов в жанре духовной и религиозной музыки. Основан в 1980 году |
| Gospel Albums                  | 25              | - Продажи альбомов в жанре Госпел. Основан в 1983 году |
| Jazz Albums                    | 25              | - Основан в 1993 году |
| Contemporary Jazz Albums       |                 | |
| Traditional Jazz Albums        |                 | - Основан в 1967 году |
| Blues Albums                   |                 | |
| Classical Albums               | 25              | - Основан в 1993 году. |
| Classical Crossover Albums     |                 | |
| Classical Budget Albums        |                 | |
| Classical Midline Albums       |                 | |
| Top Blues Albums               |                 | |
| Top Holiday Albums             | 50              | - Рождественские альбомы и другие, выпущенные к праздникам. |
| Top Kid Albums                 | 15              | |
| Compilation Albums             |                 | - Сборники |
| Cast Albums                    |                 | - Мюзиклы, шоу и т. п. |
| New Age Albums                 | 10              | |
| Reggae Albums                  | 10              | |
| World Albums                   | 15              | |
| Soundtracks                    | 30              | - Саундтреки |
| Vinyl Albums                   | 25              | - Виниловые пластинки |
| Heatseekers Albums             | 50              | - Альбомы исполнителей, не попадавших в сотню чарта Billboard 200. |
| Heatseekers/East North Central |                 | |
| Heatseekers/Mountain           |                 | |
| Heatseekers/Northeast          |                 | |
| Heatseekers/Pacific            |                 | |
| Heatseekers/South Atlantic     |                 | |
| Heatseekers/South Central      |                 | |
| Heatseekers/West North Central |                 | |
| Tastemakers                    |                 | - Альбомы, продающиеся в мелких несетевых магазинах и в небольших региональных сетях |
| Independent Albums             | 50              | - Топ-50 альбомов от независимых звукозаписывающих лейблов. |
| Canadian Albums                | 100             | |
| European Albums                |                 | |

## Социальные и другие чарты
| Чарт      | Тип                 | Количество мест | Описание |
| --------- | ------------------- | --------------- | --- |
| Social 50 | интернет активность | 50              | Включает в себя исполнителей по критерию их активности в различных социальных сетях. Запущен в декабре 2010 года.                                                      |
| Uncharted | интернет активность | 50              | Включает в себя новых исполнителей (которые ещё не появлялись в чартах Billboard) по критерию их активности в различных социальных сетях. Появился в январе 2011 года. |

Учитывается количество друзей/поклонников/фоллоуверов, просмотры страниц и проигрывание треков на Myspace, YouTube, Facebook, Twitter и iLike.
В июле 2014 года запущен чарт Billboard Artist 100, в котором еженедельно сравниваются достижения музыкантов по таким суммарным показателям как продажи альбомов, продажи треков, радиоэфир, стриминг и активность фанов в социальных медиа.
В июне 2019 года Billboard запустил чарт лучших авторов песен Top Songwriters Chart и чарт лучших продюсеров Top Producers Chart, основанные на еженедельной активности в Hot 100 и других «горячих» жанровых чартах (с приставкой «Hot»). Как и в ежегодных обзорах Billboard, несколько авторов или продюсеров делят баллы за каждую песню поровну (и разделение баллов приводит к тому, что иногда в рейтингах появляются «ничьи»). Кроме общих рейти нгов авторов и продюсеров, также были сделаны жанровые рейтинги для кантри, рока и альтернативы, R&B/хип-хопа, R&B, рэпа, Latin, Christian, госпела и танца/электроники. Альтернатива и хард-рок присоединятся в 2020 году, а сезонные праздничные рейтинги — в 2022 году.
В октябре 2021 года Billboard запустил чарты Hot Trending Songs, используя музыкальные тенденции и обсуждения в Твиттере в реальном времени. По той же методике ранее с 2014 года по твитам пользователей и фанатов составлялись 4 чарта: «Trending 140», «Emerging Artists», «Weekly Top Tracks» и «Weekly Emerging Artists».